# Арумуни

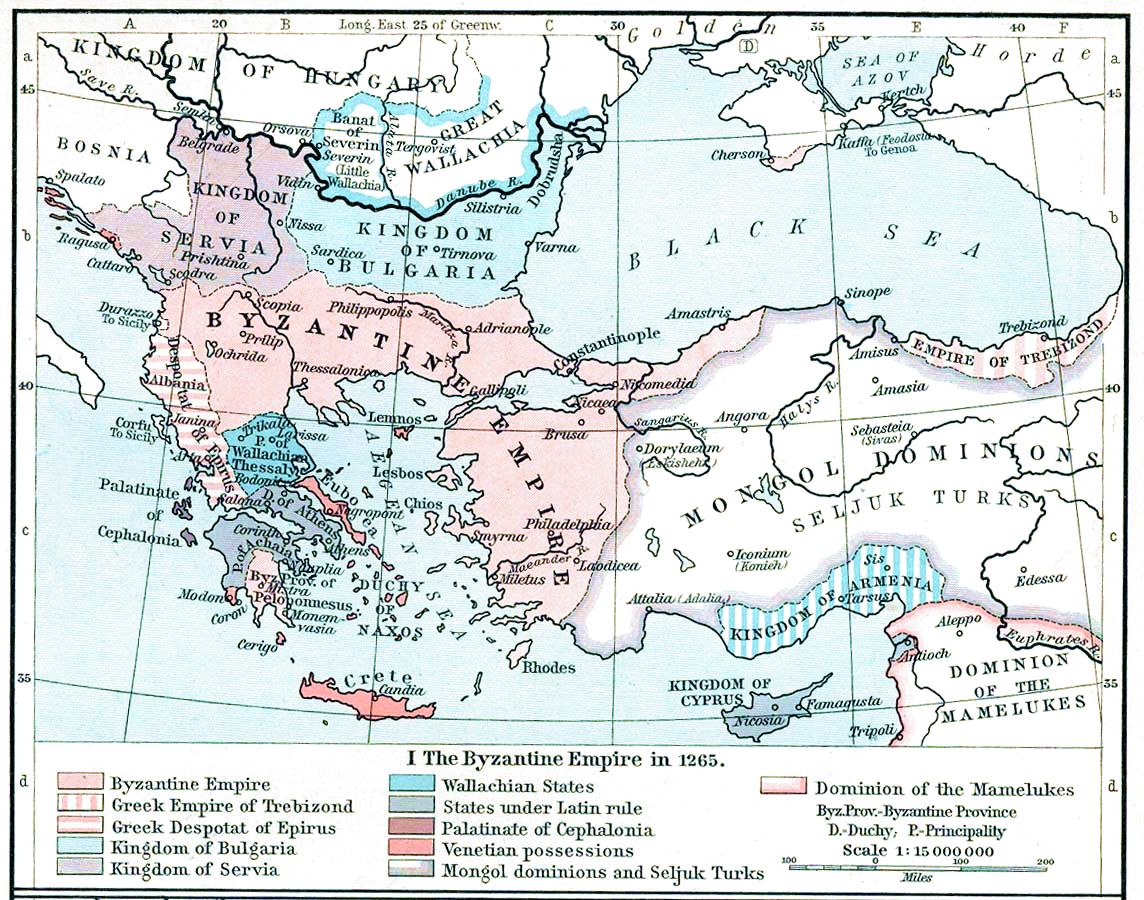
Карта Балкан 13ого століття з «Волоською Tесалією» (Wallachian Thessaly)

Арумуни, інколи аромуни, влахи (також цінцари, куцовлахи, куцоволохи, македонські румуни) — романськомовний народ у Греції, Албанії, Північній Македонії, Сербії, східній Добруджі (Румунія).
Розмовляють арумунською мовою, близькою до румунської. На відміну від останньої, яка зазнала сильного слов'янського впливу, арумунська мова розвивалася під впливом грецької мови.
Арумуни переважно належать до православної церкви. В Албанії вони, як і все інше населення, скоріш неконфесійні, ніж мусульмани або християни. Майже не існує повністю арумунських поселень. Вони розсіяні по великій частині Південно-Східної Європи у вигляді більш-менш великих анклавів, у тісному культурному та мовному контакті з іншомовним населенням. Чисті арумунські поселення в наш час є винятком. Тому більшість членів етнічної групи арумунів є бі- або мультилінгвальними. Найзаселеніша арумунами територія розташована в Епірі та в гірському масиві Пінд у Тессалії на північному заході Греції.
Історично арумуни ніколи не мали власного державного утворення.

## Історія
Арумуни в Середньовіччі вели напівкочовий спосіб життя, бувши переважно пастухами. Навесні вони вирушали зі стадами на далекі пасовища, іноді за десятки чи сотні кілометрів від рідних сіл. Головним центром арумунів було місто Воскополе. Влахи мали привілеї в часи Візантійської імперії, а Османська імперія підтвердила ці привілеї попри православне віросповідання арумунів. Проте наприкінці XVIII століття через неясні причини османи почали переслідувати арумунів, через що багато цих людей покинули рідні місця, а їхня культурна система почала змінюватися: патріархи втратили свій вплив, а головним рушієм розвитку стала торгівля. У XVII—XVIII століттях частина арумунів стала купцями. Венеційські джерела повідомляють про численних купців-арумунів.
Під час національного пробудження на Балканах у другій половині XIX століття арумуни, на відміну від інших народів, не вийшли за межі просвітництва та не мали власних політичних рухів. Навпаки, арумуни часто входили до революційних рухів греків, македонців, румунів, албанців, сербів.

## Північна Македонія
Македонська Битола стала одним із головних центрів арумунського відродження наприкінці XIX століття. На початку XX століття у 5 селах поблизу Битоли (Ніжеполе, Трново, Маловіште, Магарево, Гопеш) мешкало понад 10 тисяч арумунів. Наприкінці століття їх було заледве 1 тисяча. Мешканці тікають через відсутність роботи в селах.
За переписом населення 1994 року в тодішній Республіці Македонія було зареєстровано 8647 арумунів. Утім чимало людей арумунського походження тоді записалися македонцями. З усім тим влахи (арумуни) названі одним з 6 державоутворювальних етносів у Конституції Республіки Македонія.

## Албанія
Кількість арумунів у Албанії точно невідома. У часи комуністичної диктатури в арумунів не було жодного самовизначення, вони вважалися албанцями. У 1991—1992 роках почали з'являтися арумунські громадські організації. За деякими оцінками в Албанії може бути до 200 тисяч людей арумунського походження.

## Позабалканська діаспора
Важливим центром арумунської діаспори в Європі є німецький Фрайбург. Там відбуваються конгреси арумунів, видається арумунська література.
Існують тертя між арумунськими спільнотами різних балканських країн. Зокрема грецькі й македонські арумуни мають різні погляди щодо державності Північної Македонії. Подібні суперечності є й між грецькими та албанськими політично активними спільнотами влахів.